# Montres le Guide
 (mars 2015).
Montres le Guide (en anglais : Watches The Guide, en allemand : Uhren von A bis Z, en espagnol : Relojes La Guía et en chinois: 顶级钟表鉴) est un magazine horloger suisse représentant les 34 ténors horlogers de l'année, parmi lesquels Rolex, Patek Philippe, Audemars Piguet, Breguet, Breitling, Blancpain, Cartier, Chopard, Corum, Girard-Perregaux, Jaeger-LeCoultre, Omega (montres), Piaget (entreprise), TAG Heuer, Ulysse Nardin, Vacheron Constantin, et d'autres encore. Montres Le Guide a fêté ses dix ans en 2014, faisant de lui un guide d'achat reconnu de l'horlogerie suisse. Il est rédigé par des journalistes spécialisés et est destiné à toute personne intéressée par l’horlogerie, aux passionnés, aux touristes ainsi qu’aux professionnels de la branche.

## Généralités
Créée en 2004 par Michel Jeannot, cette publication annuelle est éditée à Neuchâtel. 
Au travers d’une centaine de pages, Montres Le Guide présente des portraits rédactionnels 
de sociétés horlogères, une partie descriptive de plus de 100 garde-temps actuels et 
enfin, une liste de référence composée de près de 300 points de vente en Suisse.
Montres Le Guide est disponible sur papier en français, allemand et chinois. 
 
Le magazine est également accessible sur internet via le site d'actualités horlogères en continu WtheJournal.com et ses extensions iPhone/iPad et Android en 5 langues (français, anglais, chinois, allemand et espagnol).

## Diffusion
Montres Le Guide est distribué par deux médias principaux en Suisse, les quotidiens Le Temps et la NZZ, respectivement pour la version française et allemande. Il est aussi disponible en kiosques Naville et Valora, via des Tours Opérateurs, compagnies aériennes, hôtels de catégorie supérieure, cliniques privées, détaillants horlogers, partenaires privé ou salons horlogers.
Les dix éditions sont consultables sur Internet.